# امامزاده داوود
شرف‌الدین داود الحسنی که با نام امامزاده داوود شناخته می‌شود، از نوادگان حسن مجتبی است و در نسل یازدهمش قرار دارد. گفته می‌شود که وی و برخی دیگر از بستگانش در همراهی علی بن موسی الرضا به ایران آمده و کشته شدند. بقعهٔ این امامزاده در دوران صفویه ساخته شد و در دوران فتحعلی‌شاه توسعه یافته‌است. در دره‌های مجاور امام‌زاده داوود در سمت مغرب و جنوب غربی در آبادی‌های رندان و سنگان بقعه‌هایی به نام امامزاده عمادالدین پدر امام‌زاده داوود و امامزاده علاءالدین و امام‌زاده قاسم و امامزاده عقیل برادران امام‌زاده داوود وجود دارد. آرامگاه امامزاده داوود واقع در شمال‌غرب تهران و در انتهای جادهٔ امامزاده داوود در بخش کَن و در ارتفاع ۲٬۶۰۰ متری از سطح دریا است.

## راه‌های منتهی به امامزاده داوود
جادهٔ امامزاده داوود در بخش کن از بلوار کوهسار واقع در محله شهران تهران آغاز شده و پس از گذشتن از روستای سولقان و سپری کردن مسافت  ۲۵ کیلومتری به امامزاده داوود می‌رسد.به دلیل وجود مناظر طبیعی و دیدنی و همچنین وجود رودخانه‌ای کوچک در مسیر؛ این راه به صورت یکی از جذابیت‌های تفریحی شهر تهران درآمده و گردشگران زیادی از آن استفاده می‌کنند.
البته مسیر دیگری هم برای رسیدن به امامزاده داوود وجود دارد، مسیری است که از خیابان شهدای نفت(شهرک نفت) واقع در انتهای بزرگراه اشرفی‌اصفهانی شروع و از کنار دره فرحزاد عبور کرده و بعد از طی مسافتی به طول ۱۵ کیلومتر به امامزاده داوود می‌رسد. البته این مسیر، مسیر کوه‌پیمایی بوده و فاقد جادهٔ آسفالته می‌باشد. به دلیل وجود مناظر طبیعی و دیدنی و همچنین وجود رودخانه‌ای کوچک در مسیر؛ این راه به صورت یکی از جذابیت‌های تفریحی شهر تهران درآمده و گردشگران زیادی از آن استفاده می‌کنند.

## سیل امامزاده داوود

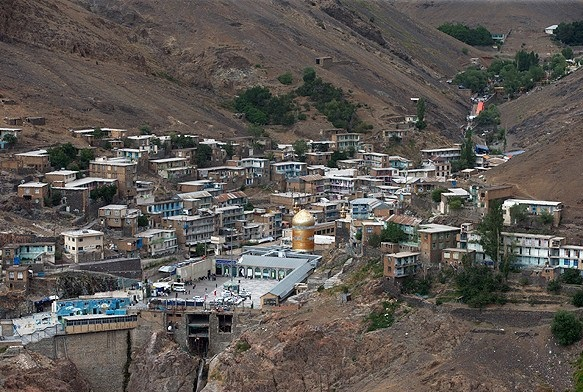
روستای امامزاده داوود

در ساعت ۱:۳۰ دقیقه بامداد ۶ مرداد ۱۴۰۱، بارش شدید و ناگهانی باران سیل در دره امام‌زاده داوود، باعث جاری شدن حجم زیادی آب و گل و‌ لای به سوی پایین‌دست شد، این سیلاب با ساختمان امامزاده برخورد کرد و باعث مرگ بیش از ۱۰ نفر و مصدومیت بیش از ۲۰ نفر گشت. بنای امامزاده داوود نیز در این حادثه آسیب جدی دید.

## نگارخانه

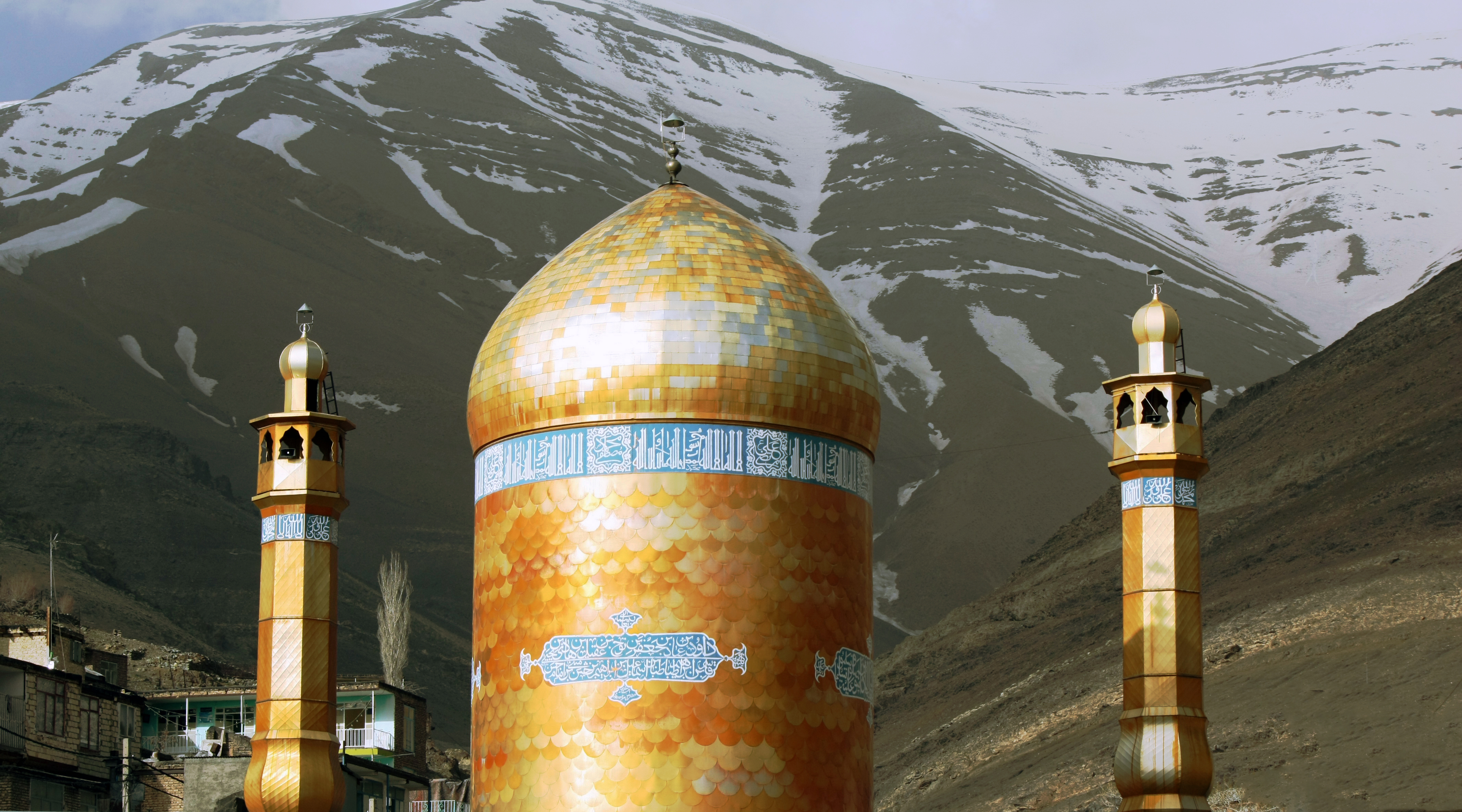
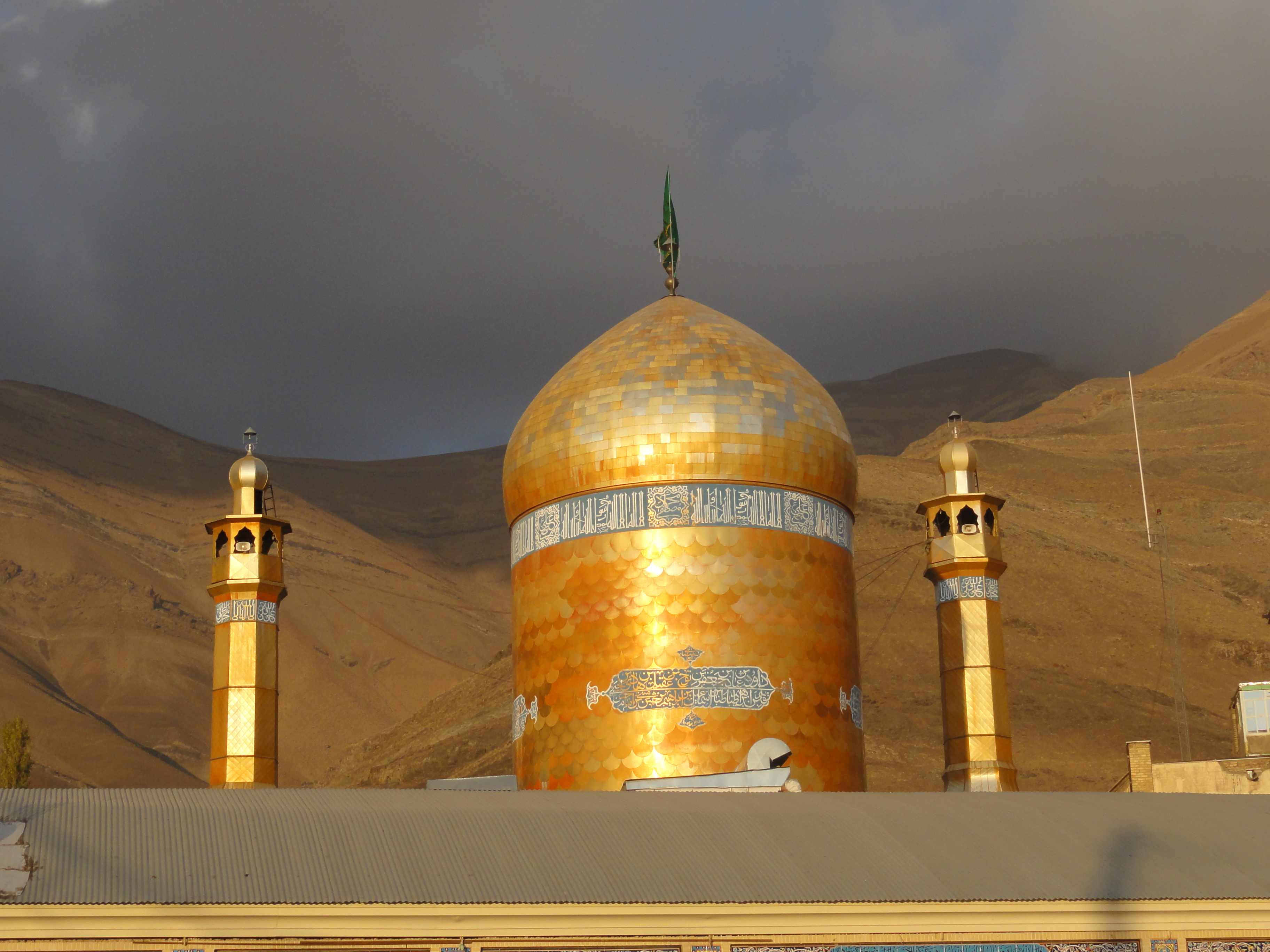
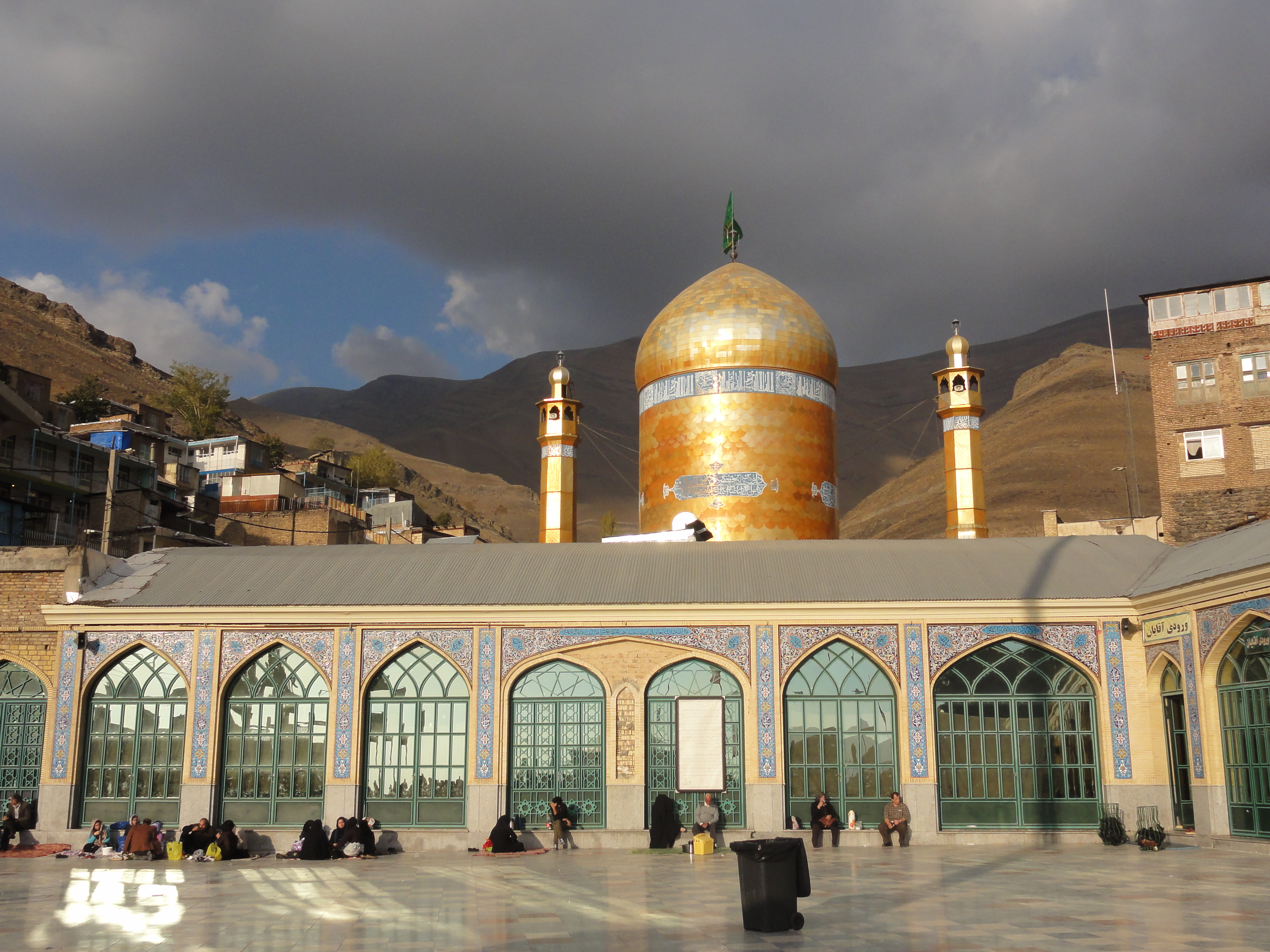
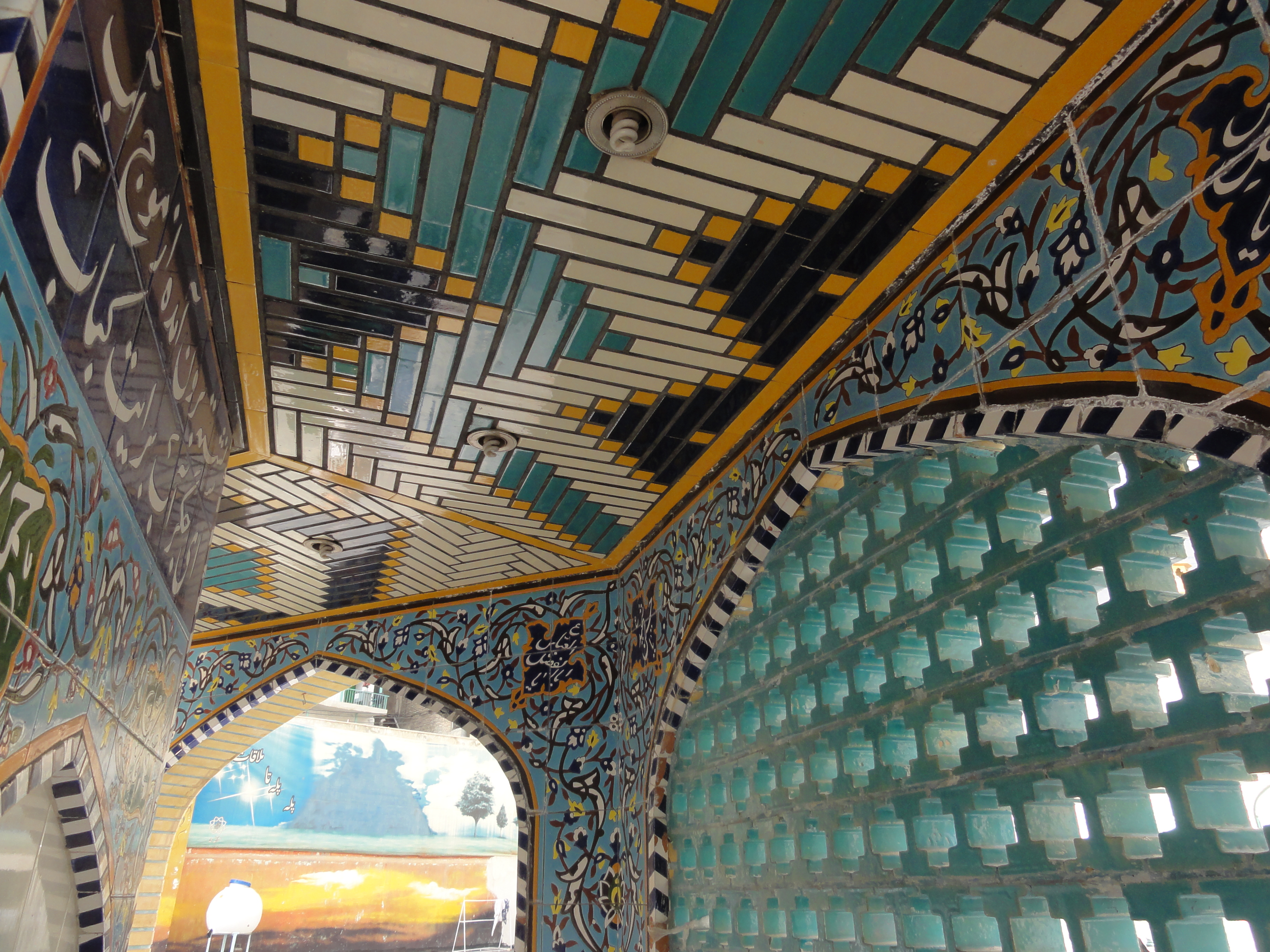
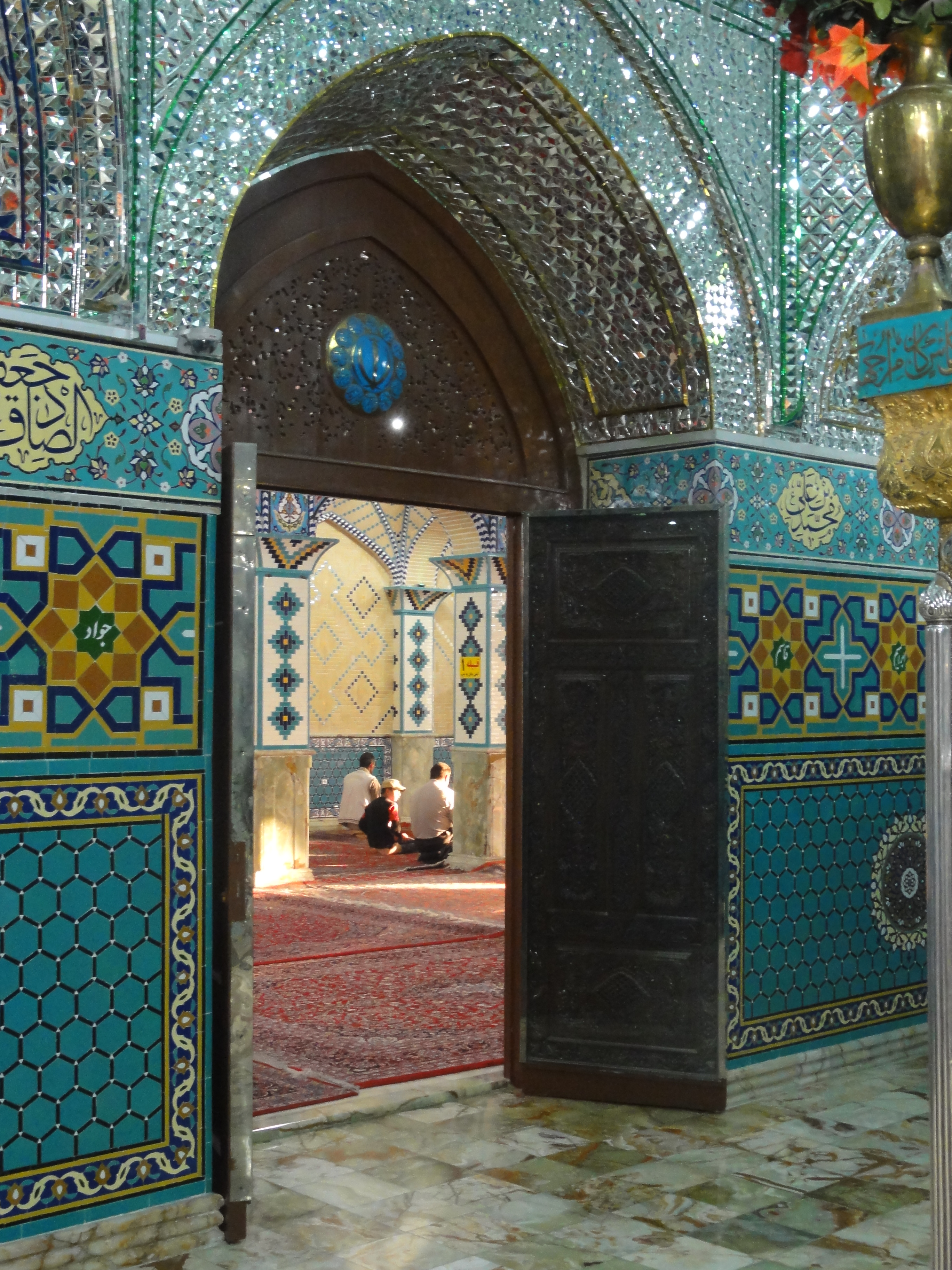
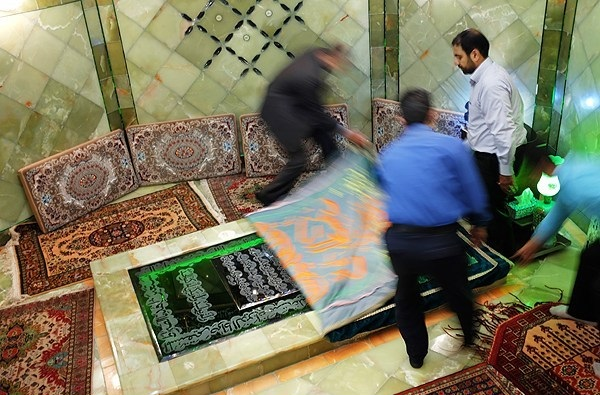
مزار اصلی امامزاده داوود
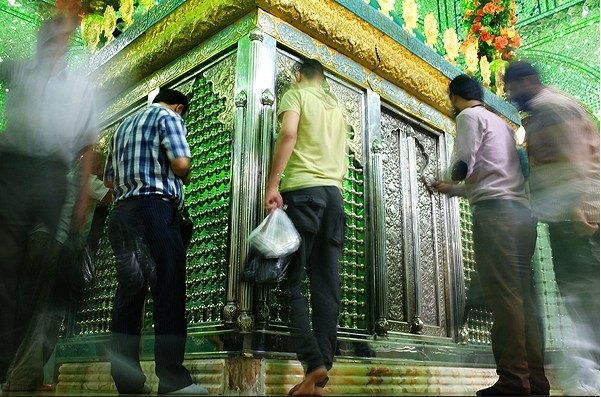
ضریح امامزاده داوود
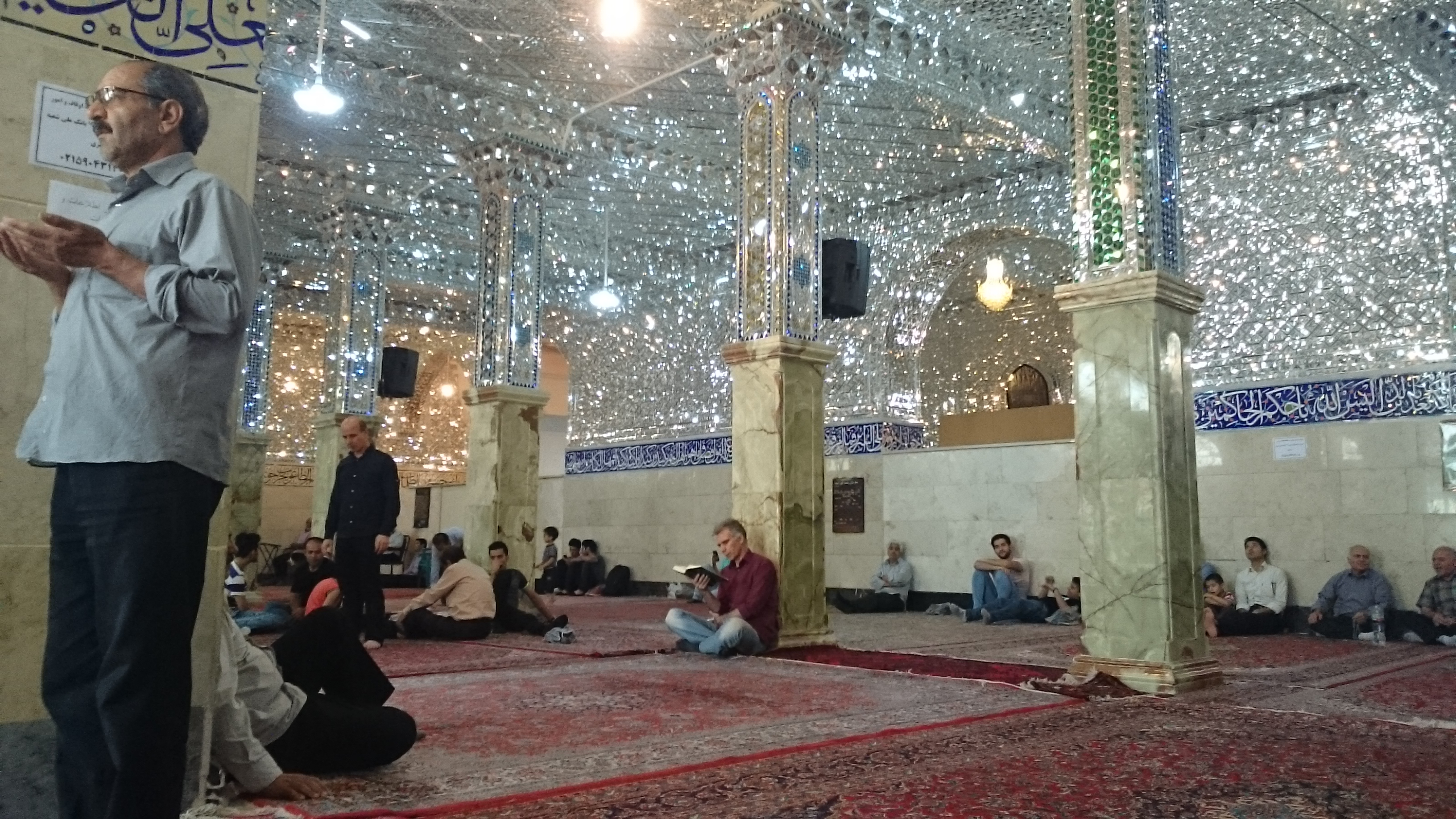
داخل امامزاده - فطر ۹۶